# Lijst van bedrijven aan de Irish Stock Exchange
De Irish Stock Exchange in Dublin kent een tweetal markten voor de aandelen-handel: de algemene markt, de Enterprise Securiry Market voor kleinere bedrijven met groeipotentieel. Daarnaast is er nog de markt voor de wereldwijde handel in schuldpapieren.
In onderstaande lijst worden alleen aandelen in bedrijven opgenomen: dus de algemene markt en de ESM
| Bedrijfsnaam                        | ISIN code    | gewicht in de ISEQ Index | Aantal uitgegeven aandelen | markt | Opmerking                                            |
| ----------------------------------- | ------------ | ------------------------ | -------------------------- | ----- | ---------------------------------------------------- |
| Abbey Plc                           | IE0000020408 | 0,2%                     | 24.626.992                 | ESM   | afgeleid van Engelse Abbey National Plc              |
| Air Lingus Group Plc.               | IE00B1CMPN86 | 0,4%                     | 534.040.090                | MSM   |                                                      |
| AGI Therapeutics Plc                | IE00B0YT0Q82 | 0,0%                     | 67.412.783                 | ESM   |                                                      |
| Allied Irish Banks Plc.             | IE0000197834 | 1.5%                     | 882.755.456                | MSM   |                                                      |
| Anglo Irish Bank Plc.               | n/a          | 0,0%                     | 0                          | none  | delisted januari 2009 wegens nationalisatie          |
| American International Group        | US0268747849 | n/a                      | 147.400.931                | AINN  | genoteerd aan NYSE                                   |
| Aminex Plc.                         | IE0003073255 | 0,1%                     | 429.932.570                | MSM   |                                                      |
| Aryzta AG                           | CH0043238366 | 6,8%                     | 78.946.101                 | MSM   | Zwitsers bedrijf                                     |
| Bank of Ireland                     | IE0030606259 | 5,5%                     | 5.227.410.772              | MSM   |                                                      |
| Blackrock International Land PLC    | IE00B134XK63 | 0,0%                     | 583.264.908                | ESM   |                                                      |
| Boundary Capital Plc.               | IE00B1W7FK04 | 0,0%                     | 53.387.204                 | ESM   |                                                      |
| C R H Plc.                          | IE0001827041 | 24,2%                    | 707.902.957                | MSM   | Cement-Roadstone Holdings plc ook listed LSE en NYSE |
| C&C Group Plc                       | IE00B010DT83 | 2,7%                     | 335.344.467                | MSM   |                                                      |
| Conroy Diamonds and Gold Plc        | IE0002163354 | 0,0%                     | 142.864.487                | ESM   |                                                      |
| CPL Resources Plc.                  | IE0007214426 | 0,1%                     | 37.199.825                 | ESM   |                                                      |
| Datalex Plc.                        | IE0000527006 | 0,0%                     | 71.651.678                 | MSM   |                                                      |
| DDC Plc                             | IE0002424939 | 4,6%                     | 83.107.903                 | MSM   |                                                      |
| Diageo Plc                          | GB0002374006 | 0,0%                     | 2.505.458.667              | MSM   | primaire markt LSE                                   |
| Donegal Creameries Plc.             | IE0002184616 | 0,1%                     | 10.141.755                 | ESM   |                                                      |
| Dragon Oil Plc                      | IE0000590798 | 3,6%                     | 511.212.781                | MSM   |                                                      |
| Elan Corporation Plc                | IE0003072950 | 4,7%                     | 585.115.768                | MSM   |                                                      |
| F.B.D. Holdings Plc.                | IE0003290289 | 0,4%                     | 33.269.476                 | MSM   |                                                      |
| First Derivatives Plc               | GB0031477770 | 0,1%                     | 15.750.328                 | ESM   |                                                      |
| Fyffes Plc.                         | IE0003295239 | 0,3%                     | 345.297.796                | ESM   |                                                      |
| Gartmore Irish Growth Fund Plc.     | GB0006152002 | 0,0%                     | 6.713.435                  | MSM   | primaire markt LSE                                   |
| Glambia Plc.                        | IE0000669501 | 1,2%                     | 293.555.684                | MSM   |                                                      |
| Grafton Group Plc.                  | IE00B00MZ448 | 1,6%                     | 230.675.785                | MSM   |                                                      |
| Greencore Group Plc.                | IE0003864109 | 0,6%                     | 206.637.212                | MSM   |                                                      |
| ICOM Plc                            | IE0005711209 | 2,5%                     | 59.007.565                 | MSM   | Primary market: NASDAQ                               |
| IFG Group Plc.                      | IE0002325243 | 0,3%                     | 124.313.619                | MSM   |                                                      |
| Independant News & Media Plc.       | IE00B59HWB19 | 0,6%                     | 499.871.432                | MSM   |                                                      |
| Irish Continental Group Plc         | IE0033336516 | 0,6%                     | 24.616.708                 | MSM   | Units in plaats van aandelen                         |
| Irish Life & Permanent Holding Plc. | IE00B59NXW72 | 1,0%                     | 276.782.351                | MSM   |                                                      |
| ISEQ Exchange Traded Fund Plc       | IE00B03TF647 | n/a                      | 3.200.000                  | MSM   |                                                      |
| Karelian Diamond Resources Plc      | IE00B01ZSK94 | 0,0%                     | 60.541.676                 | ESM   |                                                      |
| Kenmare Resources Plc.              | IE0004879486 | 1,4%                     | 2.403.502.212              | MSM   |                                                      |
| Kerry Group Plc                     | IE0004906560 | 9,3%                     | 175.285.468                | MSM   |                                                      |
| Kingspan Group Plc.                 | IE0004927939 | 1,9%                     | 166.266.934                | MSM   |                                                      |
| McInerney Holdings Plc.             | IE00B1W38B04 | 0,0%                     | 201.634.180                | MSM   |                                                      |
| Merrion Pharmaceutical Plc.         | IE00B282VY28 | 0,1%                     | 17.190.650                 | ESM   |                                                      |
| Mosney Plc.                         | IE0001581036 | 0,0%                     | 200.000                    | MSM   |                                                      |
| Norkom Group Plc.                   | IE00B16PV578 | 0,1%                     | 89.828.386                 | ESM   |                                                      |
| Oglesby & Butler Plc.               | IE0006575363 | 0,0%                     | 12.315.082                 | MSM   |                                                      |
| Origin Enterprises Plc.             | IE00B1WV4493 | 0,3%                     | 133.015.572                | ESM   |                                                      |
| Ormonde Mining Plc.                 | IE0006627891 | 0,1%                     | 249.304.704                | ESM   |                                                      |
| Ovoca Gold Plc.                     | IE00B4XVDC01 | 0,0%                     | 88.458.806                 | ESM   |                                                      |
| Paddy Power Plc.                    | IE0002588105 | 2,9%                     | 48.215.373                 | MSM   |                                                      |
| Petroceltic International Plc       | IE0003186172 | 0,7%                     | 2.001.655.049              | ESM   |                                                      |
| Petroneft Resources Plc.            | IE00B0Q82B24 | 0,4%                     | 347.914.213                | ESM   |                                                      |
| Prime Active Capitals Plc.          | IE00B1Z9ZG98 | 0,0%                     | 22.681.198                 | ESM   |                                                      |
| Providence Resources Plc.           | IE00B66B5T26 | 0,1%                     | 33.711.890                 | ESM   |                                                      |
| Readymix Plc.                       | IE0007267820 | 0,0%                     | 109.645.169                | MSM   |                                                      |
| Real Estate Opportunities Plc       | GB0030364995 | 0,0%                     | 334.009.584                | MSM   | primary market: London                               |
| Ryanair Holdings Plc                | IE00B1GKF381 | 14,8%                    | 1.479.003.935              | MSM   |                                                      |
| Siteserv Plc.                       | IE00B1FWGK93 | 0,0%                     | 123.561.853                | ESM   |                                                      |
| Smurfit Kappa Group Plc.            | IE00B1RR8406 | 2,3%                     | 218.601.372                | MSM   |                                                      |
| Tesco Plc.                          | GB0008847096 | 0,0%                     | 7.581.075.176              | MSM   | Primary market: Londen                               |
| Total Produce Plc                   | IE00B1HDWM43 | 0,3%                     | 351.886.732                | ESM   |                                                      |
| Tullow Oil Plc.                     | GB0001500809 | 0,0%                     | 886.991.757                | MSM   | munt: GB£                                            |
| TVC Holdings Plc.                   | IE00B1Z90V93 | 0,3%                     | 101.112.579                | ESM   |                                                      |
| United Drug Plc.                    | IE0033024807 | 1,6%                     | 240.132.654                | MSM   |                                                      |
| UTV Media Plc.                      | GB00B244WQ16 | 0,2%                     | 95.902.528                 | MSM   | primaire markt: Londen                               |
| Waterford Wedgwood Plc.             | IE0009420385 | 0,0%                     | 84.966.454.796             | MSM   | koers: 0,1 cent                                      |
| Worldspreads Group Plc              | IE00B2357Y89 | 0,1%                     | 39.824.621                 | ESM   |                                                      |
| Zammano Plc.                        | IE00B1G17W46 | 0,0%                     | 95.368.911                 | ESM   |                                                      |